# تفنگ گلوله‌زنی
تفنگ گلوله‌زنی یا تفنگ گلوله‌زن نوعی تفنگ است که لوله آن دارای خان بوده و در هر نوبت تیراندازی یک عدد گلوله را به سوی هدف شلیک می‌کند. این گونه تفنگ معمولاً برای مقاصد نظامی و در شکار جانوران بزرگ به کار می‌رود. بُرد تفنگ گلوله‌زنی معمولاً بیش از ۱۰۰۰ متر است.
فشنگ تفنگ گلوله‌زنی معمولاً پوکه فلزی دارد و اندازه آن با عددی بیان می‌شود که، کالیبر خوانده می‌شود. 

## انواع تفنگ گلوله‌زنی
- تفنگ تهاجمی
- تفنگ تک‌تیراندازی
- کارابین (سلاح)